# Alexander Röder (Biathlet)
Alexander Röder (* 20. Dezember 1982 in Siegburg) ist ein deutscher Crosslauf-Sommerbiathlet.
Alexander Röder von der Schießsportgemeinschaft Weserstein Münden, der von Hans-Ulrich Spengler und Roland Seeland trainiert wird, nahm 2003 an den Junioren-Wettbewerben der Sommerbiathlon-Weltmeisterschaften in Forni Avoltri teil. Im Sprint und im Massenstartrennen belegte er jeweils den 24. Platz, das Verfolgungsrennen beendete er als 23. Mit Tobias Fickenscher und Stefan Leunig wurde er zudem Siebter im Staffelrennen. Zudem gewann er die Einzelwertung des Deutschland-Cups und wurde Juniorenmeister. Dafür wurde er als Mündens Sportler des Jahres 2003 geehrt. National erreichte er seinen größten Erfolg, als er bei den Deutschen Meisterschaften im Sommerbiathlon 2005 in Altenberg an der Seite von Roman Böttcher und Wilhelm Rösch mit der Staffel Niedersachsens den Titel mit dem Kleinkaliber-Gewehr gewann. Der Sportmanager lebt in Hannover und berät mit seiner eigenen Agentur Fußballspieler.

## Belege
1. ↑  Mündens Sportler des Jahres heißt Alexander Röder (Memento vom 4. März 2016 im Internet Archive)

| Personendaten    | Personendaten                      |
| ---------------- | ---------------------------------- |
| NAME             | Röder, Alexander                   |
| KURZBESCHREIBUNG | deutscher Crosslauf-Sommerbiathlon |
| GEBURTSDATUM     | 20. Dezember 1982                  |
| GEBURTSORT       | Siegburg                           |